# Protooctonus masneri
Protooctonus masneri är en stekelart som beskrevs av Yoshimoto 1975. Protooctonus masneri ingår i släktet Protooctonus och familjen dvärgsteklar. Inga underarter finns listade i Catalogue of Life.